# The Universal
"The Universal" é uma canção escrita por Damon Albarn, Graham Coxon, Alex James e Dave Rowntree, gravada pela banda Blur.
É o segundo single do quarto álbum de estúdio lançado a 11 de Setembro de 1995, The Great Escape.

## Videoclipe
O videoclipe foi realizado por Jonathan Glazer.

## Paradas
| Paradas (1995)                 | Posições |
| ------------------------------ | -------- |
| Reino Unido - UK Singles Chart | 5        |
| Suécia - Sverigetopplistan     | 55       |